# Termin
Termin je jezički izraz pojma.